# 罗瓦涅米
罗瓦涅米（芬蘭語：Rovaniemi；台港澳也译为羅凡尼米）是芬蘭北部的拉普蘭區的首府，位於北極圈以南6公里处，在奥纳斯山和科尔卡洛山之間的凯米河和其支流奥纳斯河的交匯處。2006年1月1日，罗瓦涅米的周邊市鎮合併入罗瓦涅米市，令罗瓦涅米的面積增至8,016平方公里，成為拉普兰境内面積最大的城市。市内大约有6万3千名居民。

## 辞源
罗瓦涅米芬兰文名字中的“rova”是指“多林的蛇形丘”或者“林木稀疏的高地”。该单词是来自萨米语的借词，萨米语单词“roavvi”的意思是“以前的火耕区”或者“多林的山丘或蛇形丘”。罗瓦涅米芬兰文名字中的“niemi”的意思是“半岛”。

## 歷史
罗瓦涅米自石器時代就有人居住。大約自公元前750年起出現原始的農業活動，萨米人是當地的原居民。
1800年代，拉普兰地區發現礦物，罗瓦涅米得以發展，淘金熱吸引大量人到拉普兰，而罗瓦涅米就成為拉普兰的商業中心和門戶。

### 拉普蘭戰爭
二次大戰後期，在1944年，芬蘭軍為把納綷德國全部逐出芬蘭而在拉普兰與德軍發生激烈的拉普蘭戰爭，芬蘭軍雖最終獲勝，但德軍的焦土政策令罗瓦涅米像拉普兰其他市鎮一樣被毀，全市90%的建築被毀。罗瓦涅米於1946年開始重建。

## 现今

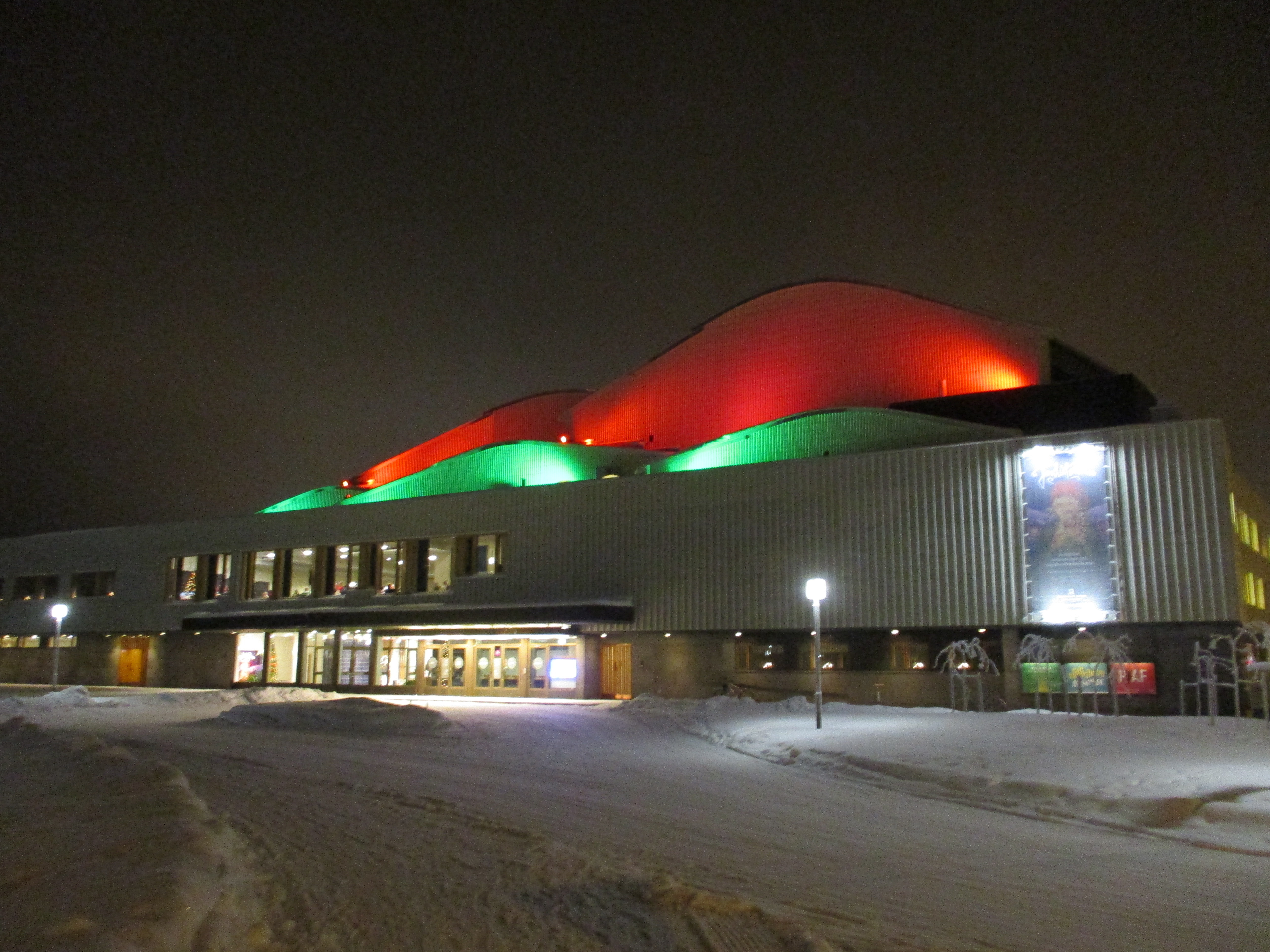
拉皮亚大厅

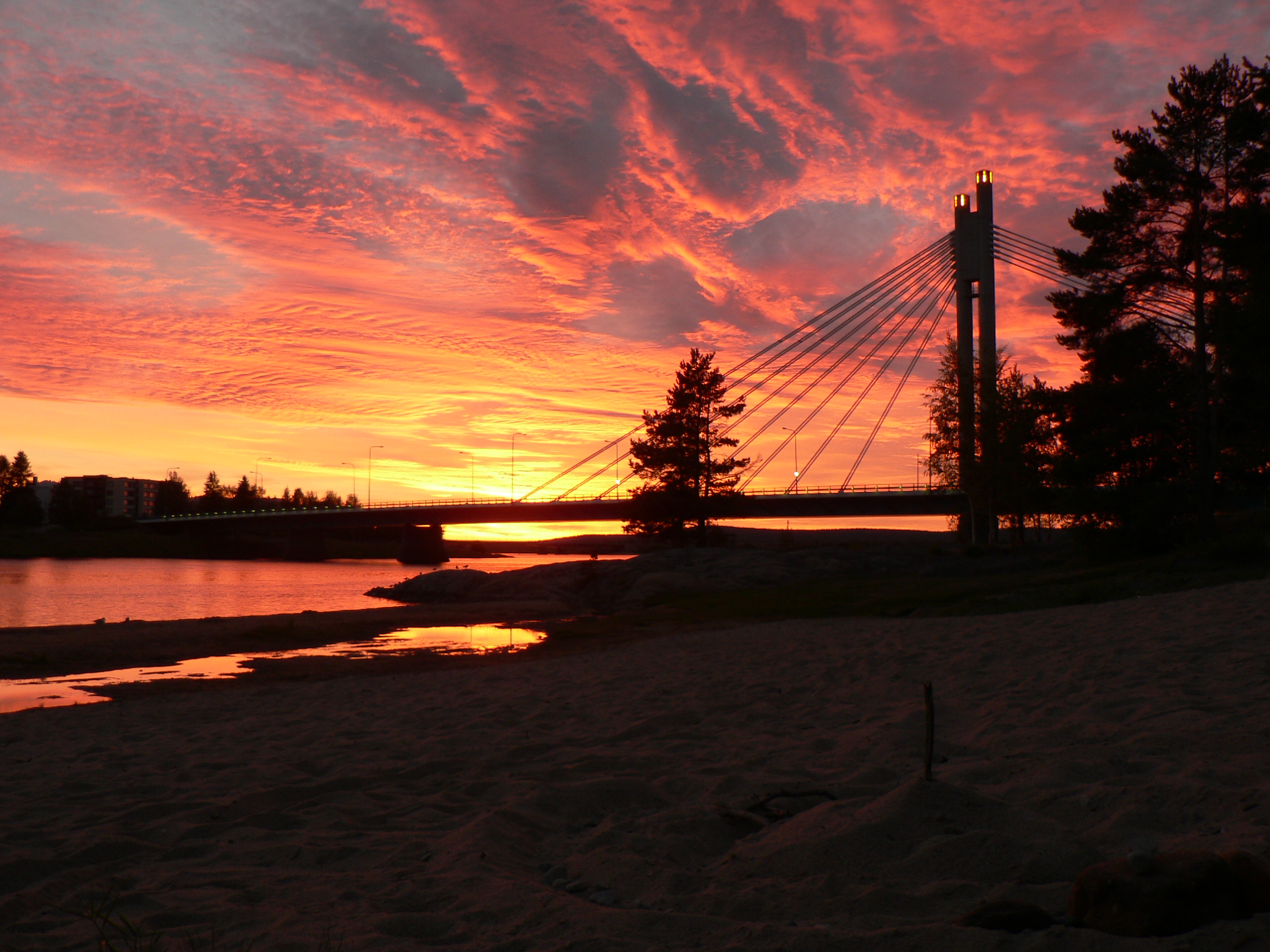
日落下的壮汉蜡烛大桥

因拉普兰的未受污染的自然坏境，拉普兰的旅遊業很發達，罗瓦涅米作為拉普兰的門戶令旅遊業成為罗瓦涅米的經濟重心，市內有很多酒店和餐廳。
因罗瓦涅米是拉普兰的首府，拉普兰的政府機關都在罗瓦涅米。市內有兩所大學：拉普兰大學和拉普蘭應用科學大學，提供科學、科技、商學、社會學、護理、林木、旅游等課程。
罗瓦涅米的地標有橫跨凯米河的壮汉蜡烛大桥、拉皮亚大厅、市政厅等。

## 教育

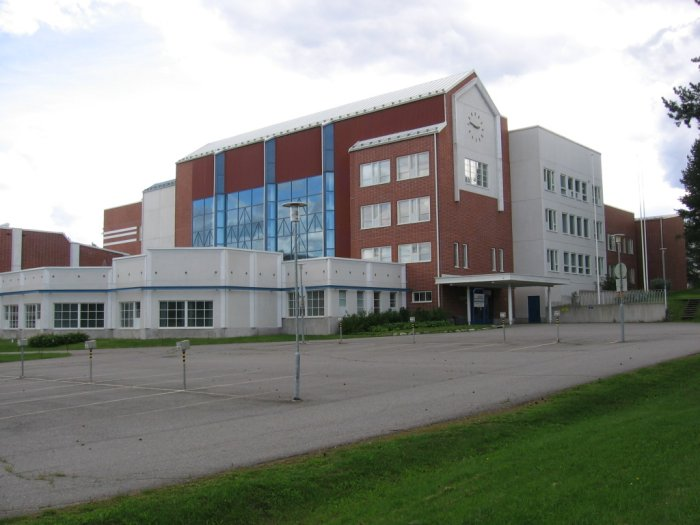
拉普兰应用科学大学教学楼

罗瓦涅米有着芬兰及欧盟地理位置最北的大学和应用科学大学。除此之外，在罗瓦涅米还有一家职业学校及一家体育学院。
拉普兰大学设有四个院系：教育、法学、艺术、社会科学，共有四千多名学生。
拉普兰应用科学大学的教学方向有福利服务、商学、文化及旅游、以及工业和自然资源，有18个教学项目及三千多名学生。

## 旅遊業
罗瓦涅米是遊客往拉普兰郊野的進口點，其冬季的北極光和夏季的午夜太陽也是吸引遊客的地方，每年在拉普兰出現約200次的極光現象。罗瓦涅米的北極圈科學博物館（Arktikum）介紹芬蘭北部的生活。罗瓦涅米附近的山頭有奥纳斯瓦拉（Ounasvaara）滑雪場。離罗瓦涅米約90分鐘車程、世上最北方的動物園拉努阿动物园，專門飼養極地動物。

### 聖誕老人村
芬蘭人認為聖誕老人來自罗瓦涅米，因此在距罗瓦涅米8公里建了聖誕老人村（Santa Claus Village）和聖誕老人公園（Santapark）等遊樂設施吸引遊客，聖誕老人村位於北極圈上。罗瓦涅米每年聖誕節都在寒冷的北極冬季和全日黑夜中有盛大的嘉年華。

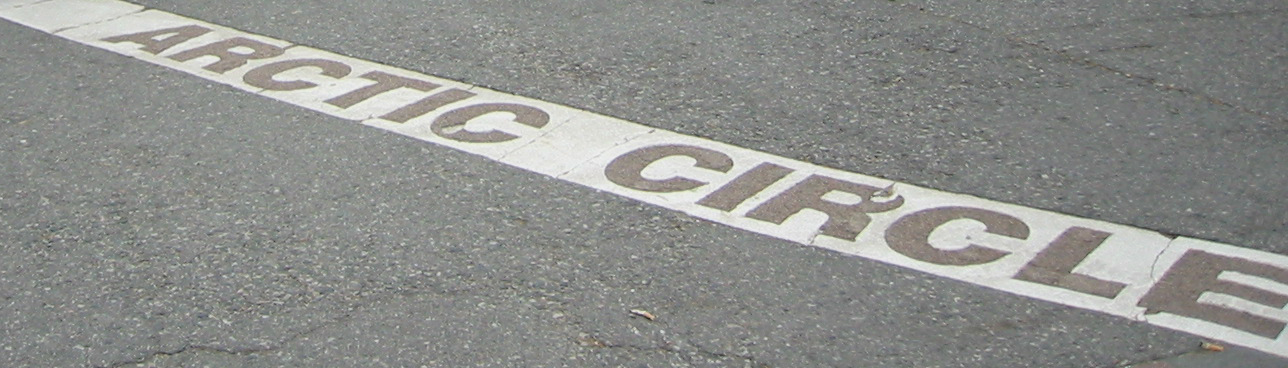
聖誕老人村內的北極圈線
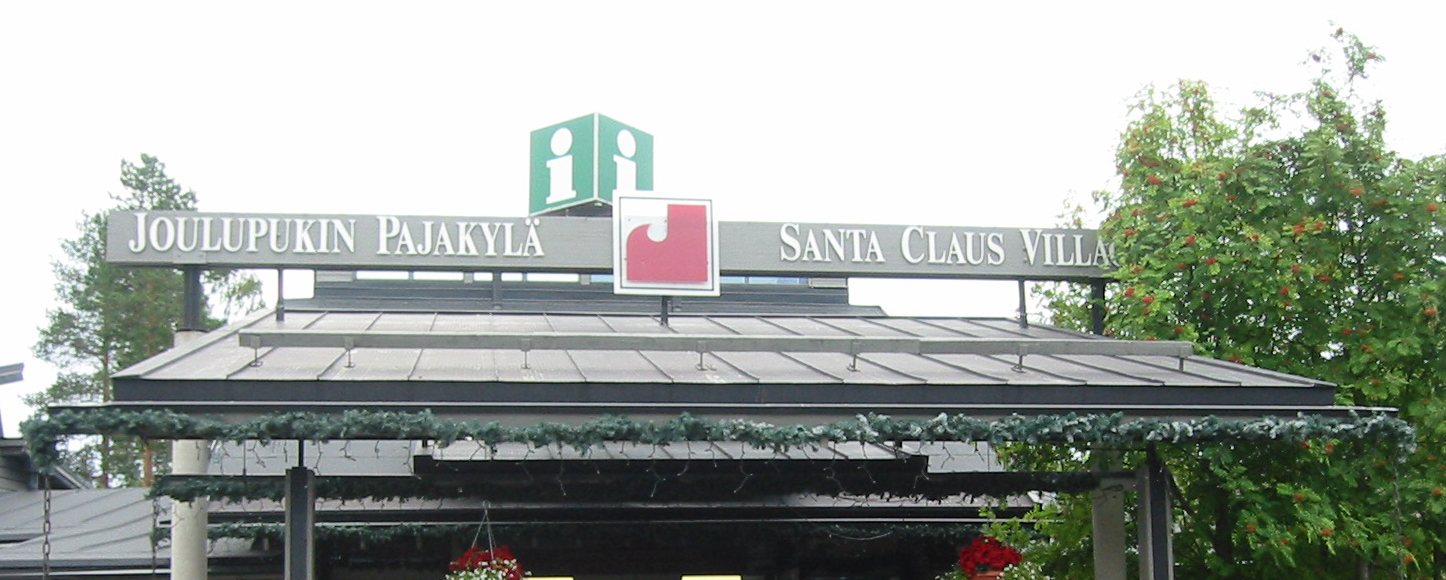
聖誕老人村入口
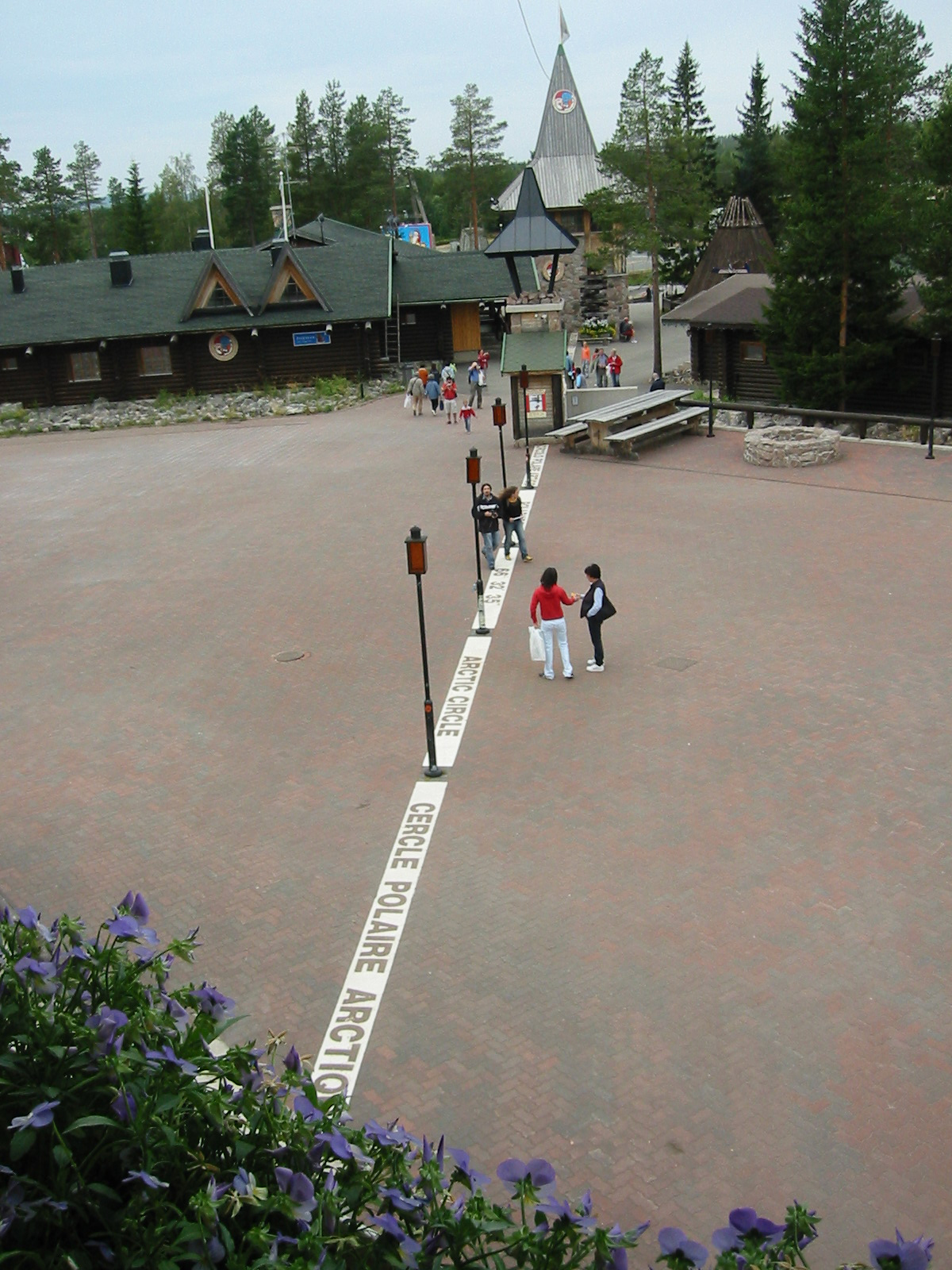
聖誕老人村
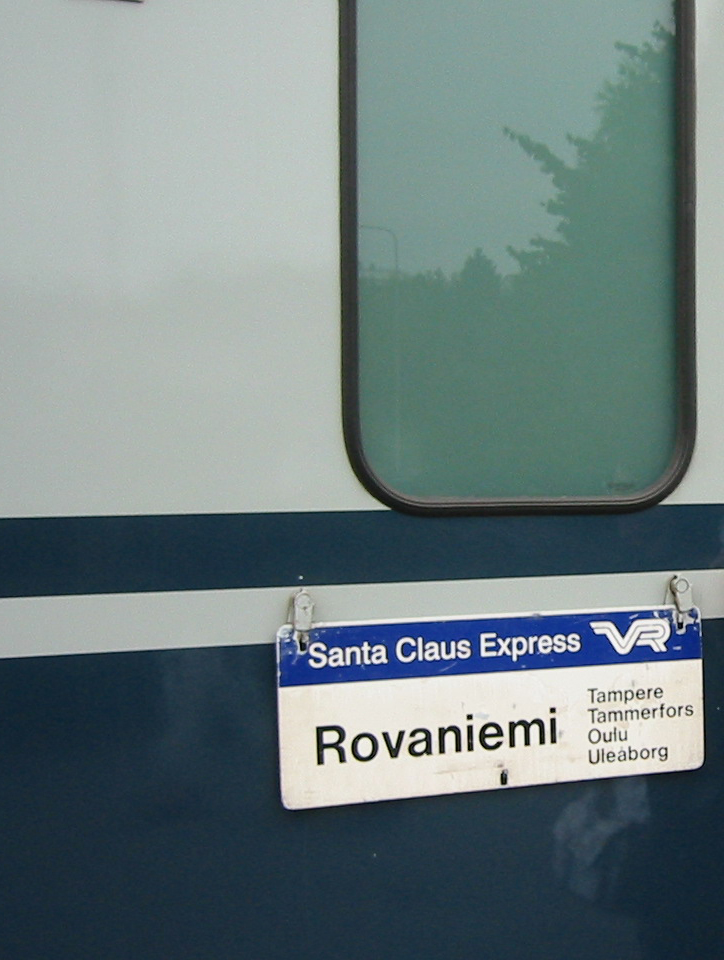
「聖誕老人特快」列车

## 交通

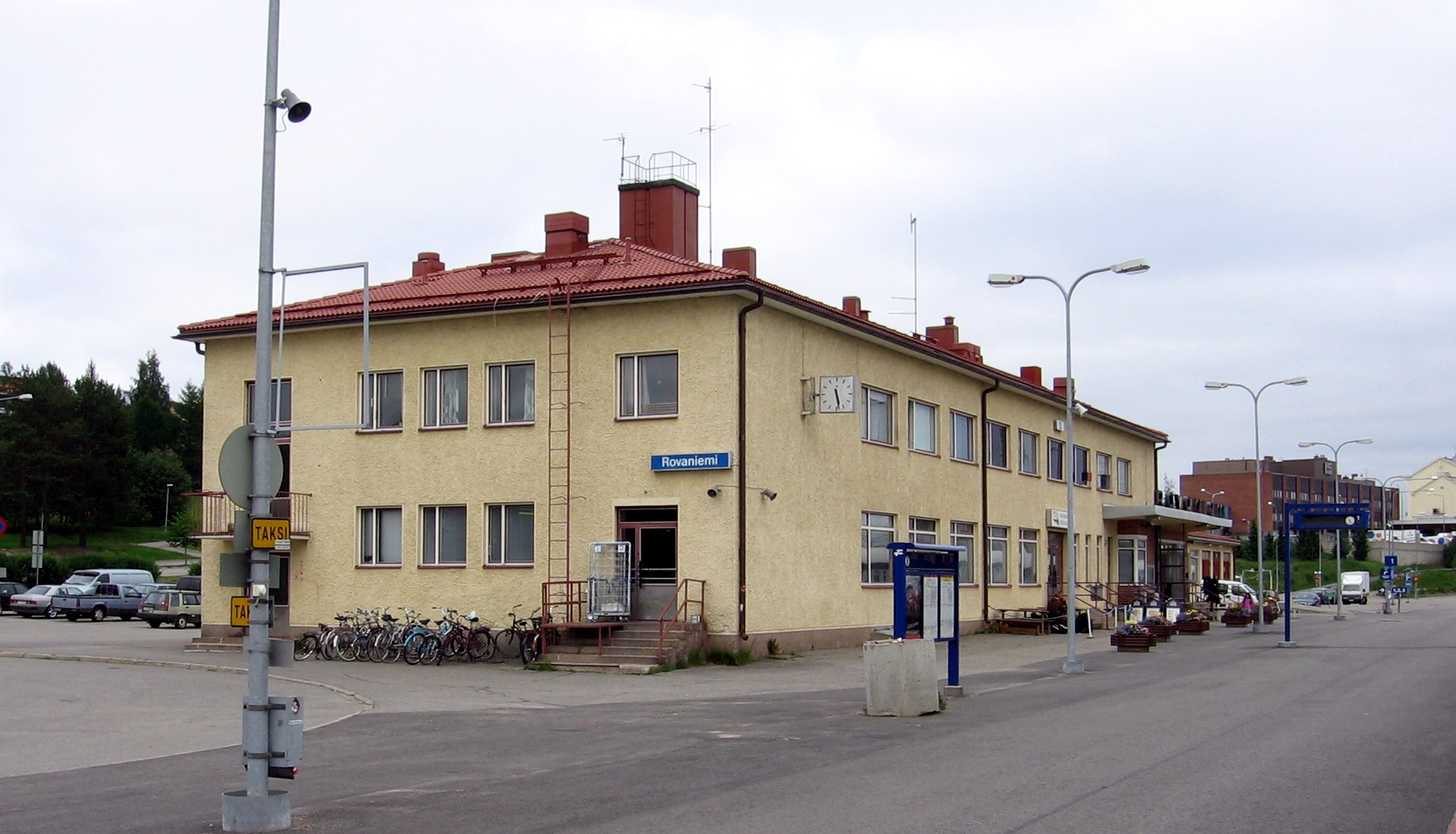
罗瓦涅米火車站

### 對外交通
作為拉普兰的門戶，罗瓦涅米的對外交通很方便。
芬蘭鐵路在罗瓦涅米設有車站，每天有5班高速鐵路列車來往罗瓦涅米與芬蘭首都赫爾辛基，需時8至12小時。
罗瓦涅米机场設在聖誕老人村附近，每天芬蘭航空和挪威航空有超過7班航機來往赫爾辛基，航程約70分鐘，且航班都使用大型客機，如空中客車A321型。
罗瓦涅米的長途巴士可前往拉普兰和芬蘭北部各地。

### 市內交通
罗瓦涅米市內有公共巴士服務，從罗瓦涅米火車站也有公共巴士直達聖誕老人村。

## 統計

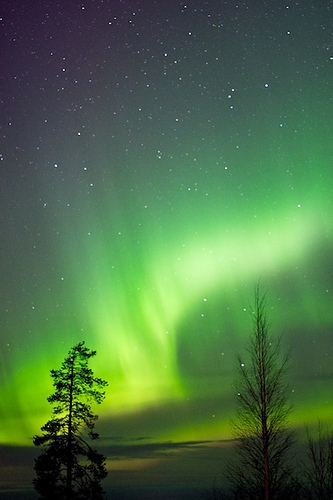
北极光

### 氣候
- 平均氣溫： +0.2℃
- 年降雨：535 mm
- 平均每年有183天積雪
- 紀錄最低溫： -47.5℃
- 紀錄最高溫： +30.6℃
- 午夜太陽（全天日照）：由6月6日至7月7日

## 外部連結
- 罗瓦涅米市官方網站 （页面存档备份，存于） （文） （英文）
- 拉普兰区域委员会 （页面存档备份，存于） （英文）
- 拉普兰大學 （页面存档备份，存于） （英文） （文）
- 拉普兰应用科学大学 （页面存档备份，存于） （英文） （文）
- 罗瓦涅米衛星圖 （页面存档备份，存于）
- 聖誕老人村 （页面存档备份，存于） （英文）
- 北極圈科學博物館 （页面存档备份，存于） （英文） （文）